# Inverzní normální rozdělení

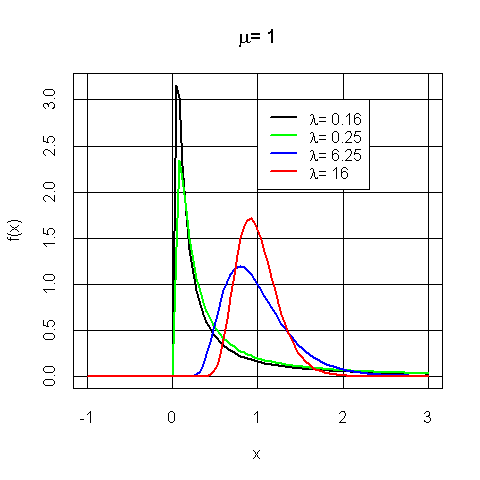
Graf hustoty inverzního normální rozdělení s různým parametrem λ

Inverzní normální rozdělení (také Inverzní Gaussovo rozdělení, Waldovo rozdělení) je jedním z rozdělení pravděpodobnosti v teorii pravděpodobnosti. Patří mezi rozdělení pravděpodobnosti spojité náhodné veličiny a funkce jeho hustoty je:
{\displaystyle f(x;\mu ,\lambda )=\left[{\frac {\lambda }{2\pi x^{3}}}\right]^{1/2}\exp \left\{{\frac {-\lambda (x-\mu )^{2}}{2\mu ^{2}x}}\right\}},
kde {\displaystyle \mu >0} a {\displaystyle \lambda >0} jsou parametry rozdělení a rovněž platí {\displaystyle x\in (0,\infty )}, tedy nosičem funkce hustoty jsou kladná reálná čísla.
Pro vyjádření, že náhodná veličina {\displaystyle X} má inverzní Gaussovo rozdělení, je používáno značení {\displaystyle X\sim \operatorname {IG} (\mu ,\lambda )\,\!}.
Rozdělením se poprvé zabýval v roce 1915 rakouský fyzik Erwin Schrödinger v souvislosti se zkoumáním Brownova pohybu. Americký matematik Abraham Wald jej znovuobjevil při zkoumání náhodných posloupností.

## Vlastnosti
- Střední hodnota rozdělení je {\displaystyle \operatorname {E} (X)=\mu }.
- Rozptyl rozdělení je {\displaystyle \operatorname {Var} (X)={\frac {\mu ^{3}}{\lambda }}}.
- Směrodatná odchylka rozdělení je {\displaystyle \sigma ={\sqrt {\frac {\mu ^{3}}{\lambda }}}}.
- Koeficient šikmosti rozdělení je {\displaystyle \operatorname {v} (X)=3{\sqrt {\frac {\mu }{\lambda }}}}.
- Koeficient špičatosti rozdělení je {\displaystyle \gamma _{2}=\beta _{2}-3={\frac {15\mu }{\lambda }}}
- Charakteristická funkce rozdělení je {\displaystyle \phi _{X}(s)=e^{{\frac {\lambda }{\mu }}\left(1-{\sqrt {1-{\frac {2\mu ^{2}is}{\lambda }}}}\right)}}.
- Momentová vytvořující funkce rozdělení je {\displaystyle m_{X}(s)=e^{{\frac {\lambda }{\mu }}\left(1-{\sqrt {1-{\frac {2\mu ^{2}s}{\lambda }}}}\right)}}.